# Wanderers Grounds
O Wanderers Grounds é um complexo esportivo em Halifax, Nova Escócia. O terreno foi usado na década de 1880 pelo Halifax Wanderers Amateur Athletic Club (WAAC) e foi sua casa para a prática de rúgbi e bowls . Alugado para o clube desde a década de1880, o clube não pagou o aluguel durante a Segunda Guerra Mundial e o uso do terreno foi revertido para a cidade de Halifax.
Em 20 de junho de 2017, os vereadores da cidade de Halifax aprovaram por unanimidade a construção de um estádio temporário no Grounds, para um futuro time de futebol profissional da Canadian Premier League.  Em maio de 2018, esse time foi confirmado como o HFX Wanderers FC, que começou a jogar em 2019. 

## Uso desportivo
O campo tem sido utilizado para partidas de futebol, críquete, rugby, beisebol e atletismo, entre outros esportes.

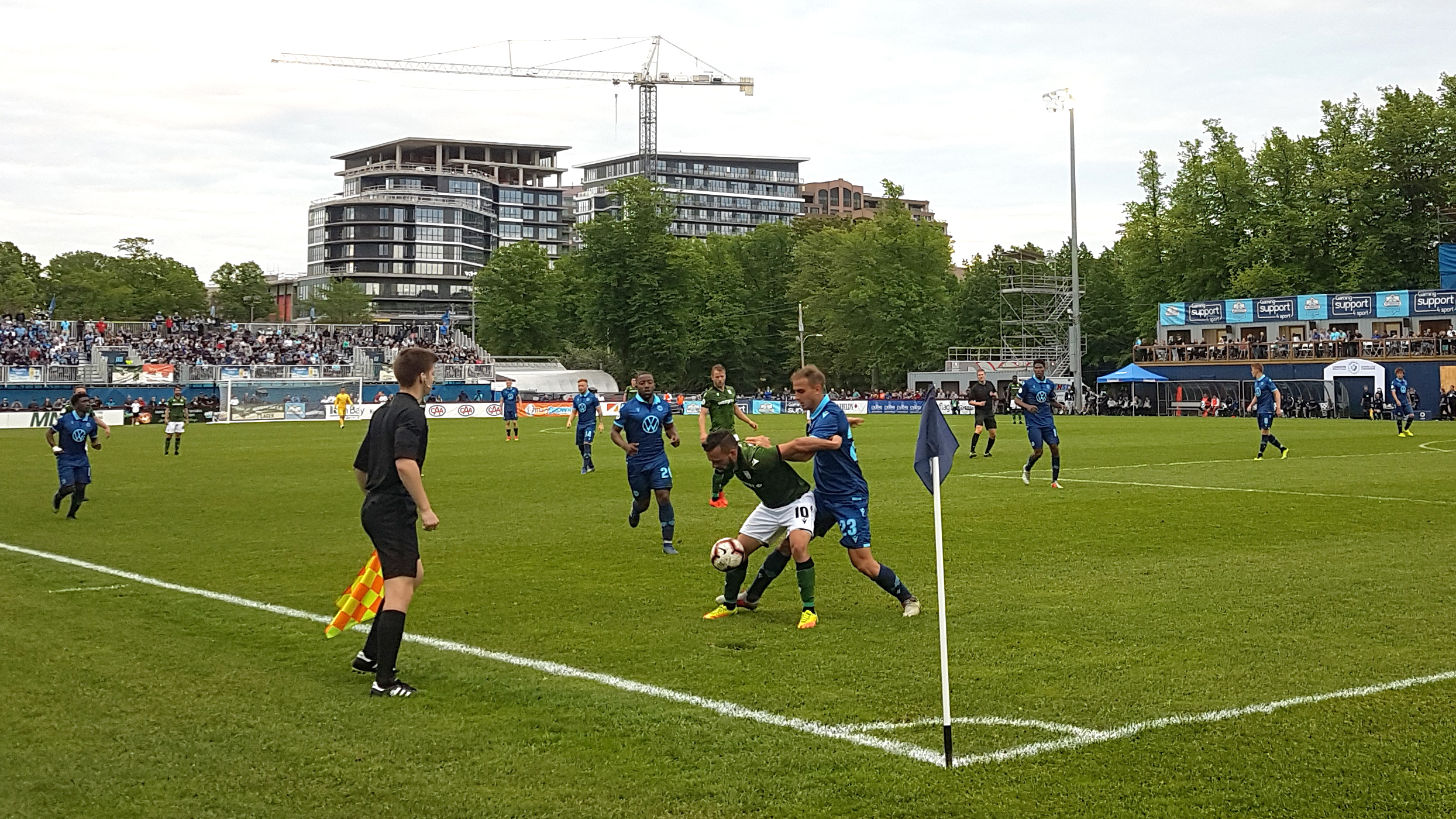
Partida da Canadian Premier League em junho de 2019 entre HFX Wanderers e York 9